# Колесников Климент Андрійович
Климент Андрійович Колесников (рос. Климент Андреевич Колесников, нар. 9 липня 2000, Москва, Росія) — російський плавець, триразовий чемпіон Європи, рекордсмен світу.

## Життєпис
У грудні 2023 року Колєсніков відмовився від поїздки на Олімпіаду-2024 в Парижі, відмовившись виступати під нейтральним прапором замість прапора росії.